# Ben Stein

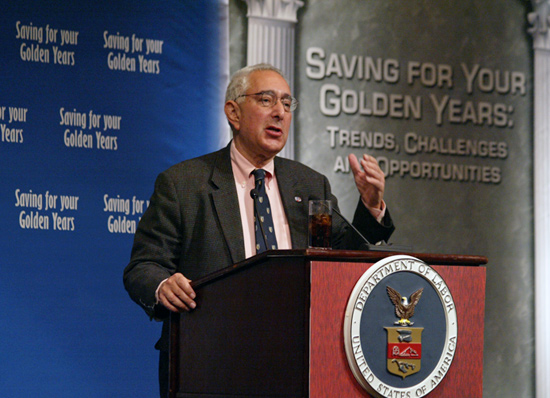
Ben Stein spricht bei einem nationalen Gipfeltreffen zum Thema Ruhestandsrücklagen (2006)

Benjamin Jeremy „Ben“ Stein (* 25. November 1944 in Washington, D.C.) ist ein US-amerikanischer Schauspieler, Autor, Anwalt sowie Kommentator zu politischen und wirtschaftlichen Themen. Er war früher erfolgreicher Redenschreiber für die republikanischen US-Präsidenten Richard Nixon und Gerald Ford. Später kam er zur Unterhaltungsbranche und wurde Schauspieler, Comedian und Emmy-Award-gekrönter Gameshow-Moderator.
Stein schrieb vielfach Kommentare zu wirtschaftlichen, politischen und gesellschaftlichen Themen, daneben auch Finanzberatungen für einzelne Investoren. Er ist der Sohn des Wirtschaftswissenschaftlers Herbert Stein, der im Weißen Haus unter Präsident Nixon arbeitete. Seine Schwester Rachel ist ebenfalls Autorin.

## Leben

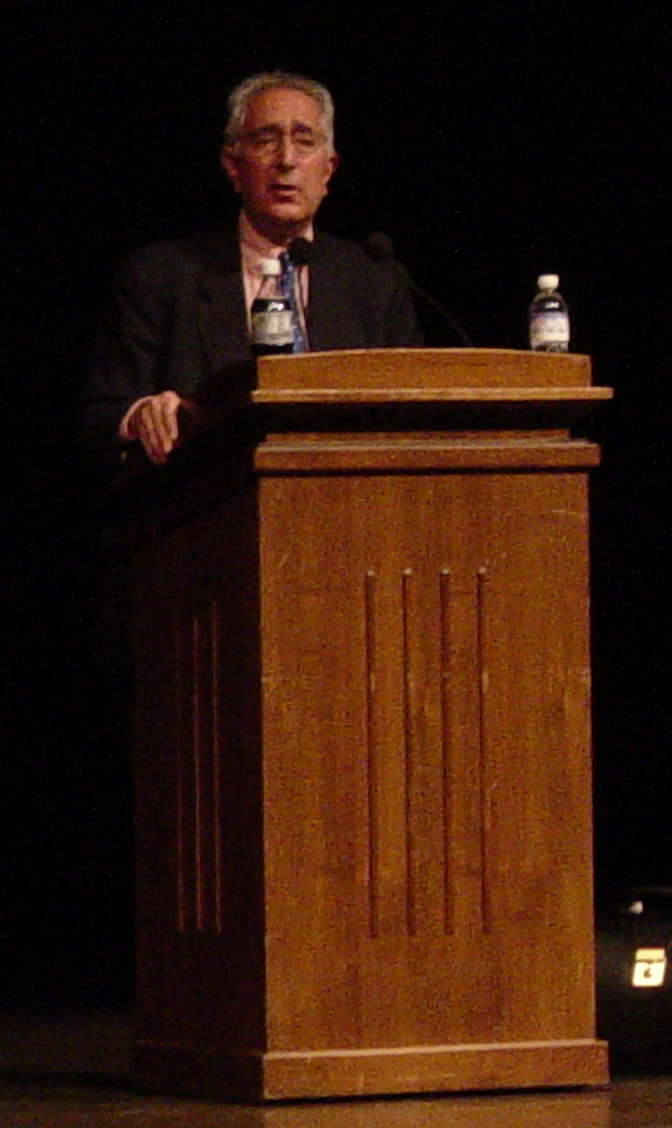
Ben Stein spricht 2003 an der Miami University

Ben Stein ist der Sohn von Mildred (geborene Fishman), einer Hausfrau, und Herbert Stein, einem Schriftsteller, Ökonom, und Berater des Präsidenten. Er ist jüdischer Herkunft und wuchs im Viertel Woodside Forest in Silver Spring, Maryland, auf. Er machte seinen Abschluss im Jahr 1961 an der Montgomery Blair High School; einer seiner Klassenkameraden war damals der spätere Journalist Carl Bernstein, die spätere Schauspielerin Goldie Hawn war zwei Jahrgänge hinter ihnen. Danach studierte er Wirtschaft als Hauptfach an dem Columbia College der Columbia University und wurde Mitglied der Studentenverbindung Alpha Delta Phi sowie der Philolexian Society, einer Literaturgesellschaft. Nachdem er im Jahr 1966 auf der Columbia seinen Abschluss mit Auszeichnung machte, ging er zur Yale Law School, absolvierte 1970 sein dortiges Studium und wurde abschließend von seiner Klasse zum Abschiedsredner (engl. valedictorian) gewählt.

### Politische Karriere
Stein wurde Redenschreiber und Rechtsberater Richard Nixons und später Präsident Gerald Fords. Auch nach dem Watergate-Skandal hielt er zu Nixon und verdammte die Enthüller Mark Felt und Bob Woodward öffentlich. Er hoffe, diese werden in diesem oder einem späteren Leben bestraft werden.
2005 sagte Stein in einem Interview mit dem  American Spectator:

Can anyone even remember now what Nixon did that was so terrible? He ended the war in Vietnam, brought home the POWs, ended the war in the Mideast, opened relations with China, started the first nuclear weapons reduction treaty, saved Eretz Israel's life, started the Environmental Protection Administration. Does anyone remember what he did that was bad? Oh, now I remember. He lied. He was a politician who lied. How remarkable. He lied to protect his subordinates who were covering up a ridiculous burglary that no one to this date has any clue about its purpose. He lied so he could stay in office and keep his agenda of peace going. That was his crime. He was a peacemaker and he wanted to make a world where there was a generation of peace. And he succeeded. That is his legacy. He was a peacemaker. He was a lying, conniving, covering up peacemaker. He was not a lying, conniving drug addict like JFK, a lying, conniving war starter like LBJ, a lying, conniving seducer like Clinton—a lying, conniving peacemaker.

„Kann sich irgendeiner erinnern, was Nixon so Schreckliches gemacht haben soll? Er beendete den Vietnamkrieg, brachte die Kriegsgefangenen nach Hause und beendete den Krieg im Nahen Osten. Er knüpfte Beziehungen zu China und begann das erste Abrüstungsabkommen über Nuklearwaffen zu implementieren, rettete Eretz Israels Leben und gründete die US-Umweltschutzbehörde. War das so schlecht? Oh, jetzt erinnere ich mich. Er log. Er war ein Politiker, der log. Wie bemerkenswert. Er log, um seine Untergebenen zu schützen, die einen lächerlichen Einbruch aufdeckten, von dem niemand wusste, welchem Zweck er diente. Er log, um im Amt zu bleiben und so weiter dem Frieden zu dienen. Das war sein Verbrechen. Er war ein Friedensstifter und er wollte eine Welt schaffen, in der eine Generation in Frieden leben würde und er hatte Erfolg. Das ist sein Erbe. Er war ein Friedensstifter. Er war ein lügender, intriganter, verschleiernder Friedensstifter. Er log nicht, um Drogensucht zu verschleiern, wie JFK, er war kein lügender Kriegsstarter wie LBJ, ein lügender Verführer wie Clinton – (sondern) ein lügender Friedenstifter.“

In einem Interview, das er 2008 dem rechtslastigen Radiomoderator Glenn Beck gab, verglich Stein Barack Obamas Wahlkampagne in Invesco Field mit Adolf Hitlers Reichsparteitag in Nürnberg.

### Karriere im Showgeschäft
Ben Stein wirkte zunächst als Berater bei einigen Hollywood-Filmen mit. 1986 verschaffte Regisseur John Hughes ihm eine Nebenrolle in der erfolgreichen Teenager-Komödie Ferris macht blau. In dieser hält Stein als mit monotoner Stimme sprechender Wirtschaftslehrer eine Vorlesung über den Smoot-Hawley Tariff Act, mit der er seine Klasse zu Tode langweilt. Stein improvisierte seinen Text in dieser Szene vollständig. Seitdem absolviert Stein regelmäßig Nebenrollen oder Cameos in amerikanischen Kinofilmen, Fernsehserien, wobei die monotone Stimme zu seinem steten Markenzeichen wurde. Er spielte unter anderem den Psychologen Dr. Neuman in Die Maske (1994) sowie der Fortsetzung Die Maske 2: Die nächste Generation (2006); auch war er in den Komödien Ein Ticket für Zwei (1987) und Ghostbusters II (1989) zu sehen. In Serien wie Seinfeld, Full House, MacGyver oder Family Guy trat er ebenfalls in Erscheinung. Zudem spielte er in mehreren Fernseh-Werbespots.
Von 1997 bis 2003 fungierte er als Moderator der Quizshow Win Ben Stein's Money, die auf Comedy Central lief und für die er mehrere Emmy Awards gewann. Jimmy Kimmel verkörperte seinen Assistenten. 2007 moderierte er ebenfalls die Reality-Show America’s Most Smartest Model. Gelegentlich arbeitet er auch als Drehbuchautor, etwa für die Fernsehserie Amerika oder den Fernsehfilm Murder in Mississippi.

## Ansichten zu Evolution und Wissenschaft
Stein hat öffentlich die Evolutionstheorie verurteilt, welche er sowie andere Intelligent-Design-Befürworter als „Darwinismus“ bezeichnet, und die seiner Meinung nach „ein schmerzendes, blutiges Kapitel in der Geschichte der Ideologien“ darstellt; außerdem sei sie „derzeit das zwingendste Argument für Imperialismus“ und wäre die Inspiration für den Holocaust gewesen. Stein meint, nicht die Evolutionstheorie allein führe zu Völkermord, aber der wissenschaftliche Materialismus sei ein wichtiger Bestandteil. Er ist Co-Autor und Darsteller des Dokumentarfilms Expelled: No Intelligence Allowed (in etwa „Ausgestoßen: Keine Intelligenz zugelassen“), der den Zuschauer davon zu überzeugen versucht, dass Darwins Theorie entscheidend zum Aufstieg der Eugenik, des Dritten Reichs und schließlich des Holocaust beigetragen habe, und stellt darüber hinaus Verfechter des Intelligent Design als Opfer von intellektueller Diskriminierung durch die Wissenschaftsgemeinde dar, die das Intelligent Design als kreationistische Pseudowissenschaft ablehnt.
Die allgemeine mediale Reaktion auf Steins Film war größtenteils negativ. Die gesammelten Kritiken auf der Internetseite Rotten Tomatoes ergaben insgesamt eine Bewertung von 11 %; viele Rezensionen bezeichneten den Film als Propaganda.
Die Anti-Defamation League äußerte sich sehr kritisch zu dem Film und warf Stein vor, den Holocaust zu missbrauchen:

“Using the Holocaust in order to tarnish those who promote the theory of evolution is outrageous and trivializes the complex factors that led to the mass extermination of European Jewry.”

„Den Holocaust zu benutzen, um diejenigen zu diffamieren, die die Evolutionstheorie vertreten, ist unerhört und trivialisiert die Komplexität der Faktoren, die zur massenhaften Ausrottung des europäischen Judentums führten.“

In einem Interview des christlichen Fernsehsenders Trinity Broadcasting Network zwischen Ben Stein und dem Sprecher Paul Crouch Jr. hinsichtlich Steins umstrittenen Dokumentarfilm, machte dieser folgende Aussage zu Wissenschaft und Religion:

“When we just saw that man, I think it was Mr. Myers, talking about how great scientists were, I was thinking to myself the last time any of my relatives saw scientists telling them what to do[,] they were telling them to go to the showers to get gassed […] that was horrifying beyond words, and that’s where science — in my opinion, this is just an opinion — that’s where science leads you.”

„Als wir gerade diesen Mann sahen, ich glaube es war Mr. Myers, wie er davon sprach, wie großartig doch Wissenschaftler seien, musste ich daran denken, wie jeder meiner Verwandten ein letztes mal einen Wissenschaftler sah, wie sie ihnen sagten, was sie tun sollten: sie sagten ihnen, dass sie zu den Duschen gehen sollen, um vergast zu werden […], das war entsetzlich, jenseits aller Worte, und das ist wohin Wissenschaft – meiner Meinung nach, es ist nur eine Meinung, ist das, wohin Wissenschaft einen führt.“

## Privatleben
Stein ist zum zweiten Mal verheiratet mit der Anwältin für Medienrecht Alexandra Denman, mit der er einen adoptierten Sohn hat. Er lebt mit ihr in Beverly Hills und Malibu in Kalifornien; außerdem besitzt er ein Sommerhaus in Sandpoint, Idaho, sowie ein Apartment im Watergate-Komplex in Washington D.C., das er von seinen Eltern erbte.

## Filmografie
- 1984: The Wild Life
- 1986: Ferris macht blau (Ferris Bueller's Day Off)
- 1987: Ein Ticket für Zwei (Planes, Trains & Automobiles) : Wichita Airport representative
- 1988: Frankenstein General Hospital
- 1989: Ghostbusters II
- 1990: Easy Wheels
- 1991: Lieblingsfeinde – Eine Seifenoper (Soapdish)
- 1991: Salute Your Shorts, Fernsehserie
- 1992: … aber nicht mit meiner Braut – Honeymoon in Vegas (Honeymoon in Vegas)
- 1992: Mastergate (Fernsehfilm)
- 1993: Animaniacs, Fernsehserie
- 1993: Dennis (Dennis the Menace)
- 1993: Me and the Kid
- 1993: The Day My Parents Ran Away (Fernsehfilm)
- 1994: Mr. Write
- 1994: My Girl 2 – Meine große Liebe (My Girl 2)
- 1994: North (North)
- 1994: Die Maske (The Mask)
- 1994: Richie Rich (Ri¢hie Ri¢h)
- 1995: Die Maske (Serie) (The Mask), Fernsehserie
- 1995: Miami Rhapsody
- 1995: Casper
- 1995: Earthworm Jim, Fernsehserie
- 1996: Hausarrest (House Arrest)
- 1996: Bruno the Kid, Fernsehserie (Stimme)
- 1997: A Smile Like Yours – Kein Lächeln wie Deins (A Smile Like Yours)
- 1997: Casper: A Spirited Beginning, (Fernsehfilm)
- 1997: Santa vs. the Snowman, (Fernsehfilm) (Stimme)
- 1998: The Secret Files of the SpyDogs, Fernsehserie (Stimme)
- 1998: Breakfast with Einstein, (Fernsehfilm)
- 1998: Casper trifft Wendy (Casper Meets Wendy), (Fernsehfilm)
- 1999: Wakko’s Wish (Video) (Stimme)
- 2001: Osmosis Jones
- 2002: Santa vs. the Snowman 3D (Stimme)
- 2004: Nickelodeon Presents the Fairly OddParents in School’s Out! The Musical, (Fernsehfilm) (Stimme)
- 2005: Die Maske 2: Die nächste Generation (Son of the Mask)
- 2005: Game Show Moments Gone Bananas (Fernsehshow)
- 2018: Sharknado 6: The Last One (The Last Sharknado: It’s About Time, Fernsehfilm)